# رشكي (كاني سور)
رشکي (بالفارسية: رشکی) هي قرية تقع في إيران في قسم کاني سور الريفي. يقدر عدد سكانها بـ 113 نسمة بحسب إحصاء 2016.